# Духовний центр «Відродження»
Духовний центр «Відродження» — українська тоталітарна сектантська організація, заснована аферистом Володимиром Мунтяном 1997 року після виходу з тюрми. Частково заборонена, зокрема у Львові. Налічує 320 філій в Україні, Росії та Білорусі. Організація називає себе церквою харизматичного руху Хоча насправді поєднує єретику та окультизм. Переважно діє в Україні, а також у країнах СНД.

## Про організацію
«Центр» є релігійною організацією сектантського типу, що активно займається шахрайством на кшталт екзорцизму, вигнання диявола, зняття родового прокляття, лікуванням раку і ДЦП за допомогою музики, молитов і танців тощо.
СБУ має експертні висновки, які говорять про те, що секта Духовний центр «Відродження» створена з метою маніпулювання свідомістю громадян, «підмінюючи поняття, стираючи і видаючи бажане за дійсне». Насправді під час «служінь» працівники організації збирають кошти з присутніх, маніпулюючи їхніми проблемами. Сам «пастор» часто нагадує зі сцени про необхідність здавати гроші на «допомогу церкві». Це називається «партнерством».
Після проведення експертиз діяльності секти Мунтяну і його команді 2007 року було заборонено проводити виступи в Дніпровському Метеорі, тому проведення «служінь» перемістилось в інші приміщення.

## Методика впливу
Психолог-криміналіст Юрій Ірхін так пояснює вплив «служінь» на людей: 
«Активно застосовуються методи нейролінгвістичного програмування. І основна технологія — це сугестивна технологія — навіювання на яву. Людей вводять в транс технічними засобами: гучною ритмічною музикою, мінливою кольоровою гамою, ефектом маятника, що біжать вогниками. У цьому стані людина стає гіпердовірливою, вірить усьому, що говорять, тому все, що відбувається в тому локусі, людиною сприймається за чисту монету».
Для того, щоб переконати присутніх у можливостях організації, на сцену виходять члени акторської групи центру, які розповідають про свої «зцілення» завдяки молитвам і пожертвам. «Віра в бога» будується на принципах мережевого маркетингу і обов'язкових фінансових пожертвах.
Після активного впливу на свідомість «служіннями» частина людей не може повернутись до нормального психологічного стану через незворотні зміни психіки.
- Навіювання страху: Використання психологічних прийомів для навіювання страху перед "прокляттями" або негативними наслідками у разі непокори або відмови від "жертовності".
- Контроль над життям членів: Колишні члени свідчать про спроби контролювати особисте життя, рішення та навіть відносини.
- Ізоляція від зовнішнього світу: Можлива ізоляція від родичів та друзів, які не є членами організації, що посилює залежність від групи.
- Психологічні знущання: Повідомлялося про знущання, приниження та маніпуляції, які завдавали психологічної травми.
- Обіцянки чудесного зцілення: Обіцянки зцілення від невиліковних хвороб, психічних розладів та інших недуг через "молитви" та "помазання", що може спонукати людей відмовлятися від традиційної медицини.
- Заявлені "чудеса" без доказів: Заяви про "чудеса" та "зцілення", які не мають наукового або об'єктивного підтвердження.

## Історія
Організацію було засновано 1997 року у Перещепиному Дніпропетровської області, як помісна церква, яку було доручено очолювати Володимиру Мунтяня після закінчення ним Дніпропетровського біблійного коледжу ХВЄП. За релігійну єресь його було відлучено від п'ятидесятницької церкви. У 2000 році він відкрив громаду у Новомосковську. 2002 року Володимир Мунтян повертається до Дніпропетровська, де відкриває центр у Дніпропетровську. У 2011 році такий центр було відкрито у Києві. Головна громада центру розташована в Києві, також працює телеканал.
Організація проводить масові акції та молебні.
У листопаді 2022 року Духовний центр «Відродження» та Благодійний фонд «Відродження» Володимира Мунтяна оголосили «небажаними організаціями» в Росії.

## Структура
Організацію очолює так званий «апостол». З 1997 року це Володимир Мунтян. Управління церквою розподілено між «апостолом», старшим пастором і церковною радою. У помісних «церквах» є пастор, команда лідерів домашніх груп і лідери служінь. Дочірніми церквами керують пастори під керівництвом єпископів.

## Цікаві факти
- Володимир Мунтян відсидів три роки в 10 спецколонії в Кривому Розі за крадіжку та шахрайство[8]
- 6 квітня 2006 року відбулося перше масове служіння в Льодовому палаці. Присутні — 5 тис. осіб.
- 7 липня 2011 року відбулося перше масове служіння в Києві у Палаці спорту.
- У жовтні 2013 року організація проводила служіння в київському Палаці спорту. Служіння відвідали понад 300 тисяч осіб.